# Ghiacciaio Dabrava
Il ghiacciaio Dabrava (in inglese Dabrava Glacier) è un ghiacciaio lungo 14 km e largo 4,5, situato sulla costa di Loubet, nella parte occidentale della Terra di Graham, in Antartide. In particolare, il ghiacciaio si trova a sud-ovest del ghiacciaio Murphy e a nord del ghiacciaio Sölch, sul versante occidentale del monte Deeley, nella penisola Pernik, e da qui fluisce verso nord-ovest fino a entrare nel fiordo di Lallemand, a sud-ovest della scogliera Orford.

## Storia
Il ghiacciaio Dabrava è stato così battezzato dalla Commissione bulgara per i toponimi antartici in onore dei villaggi di Dabrava, nella Bulgaria settentrionale, nord-orientale, meridionale e sud-occidentale. 